# 26267 Nickmorgan
26267 Nickmorgan è un asteroide della fascia principale. Scoperto nel 1998, presenta un'orbita caratterizzata da un semiasse maggiore pari a 2,2546833 UA e da un'eccentricità di 0,1792063, inclinata di 2,62294° rispetto all'eclittica.